# Here Comes the Fuzz
Here Comes the Fuzz è l'album di debutto del DJ britannico Mark Ronson, pubblicato l'8 settembre 2003 dalla Elektra Records.

## Tracce
1. Intro – 1:25
2. Bluegrass Stain'd (feat. Nappy Roots & Anthony Hamilton) – 4:11
3. Ooh Wee (feat. Ghostface Killah, Nate Dogg & Trife) – 3:29
4. High (feat. Aya) – 4:05
5. I Suck (feat. Rivers Cuomo) – 2:55
6. International Affair (feat. Sean Paul & Tweet) – 3:24
7. Diduntdidunt (feat. Saigon) – 3:58
8. On the Run (feat. Mos Def & M.O.P.) – 2:37
9. Here Comes the Fuzz (feat. Jack White, Freeway & Nikka Costa) – 3:09
10. Bout to Get Ugly (feat. Rhymefest & Anthony Hamilton) – 3:33
11. She's Got Me (feat. Daniel Merriweather) – 3:49
12. Tomorrow (feat. Q-Tip & Debi Nova) – 3:55
13. Rashi (Outro) – 2:00

Bonus Track dell'edizione giapponese
1. NYC Rules (Daniel Merriweather featuring Saigon)

## Classifiche
| Classifiche                             | Posizione più alta |
| --------------------------------------- | ------------------ |
| Billboard Top R&B/Hip-Hop Albums (2003) | 84                 |
| Official Albums Chart (2007)            | 70                 |